# Yoshiaki Ota
Yoshiaki Ota (太田 吉彰 Ōta Yoshiaki?), född 11 juni 1983, är en japansk fotbollsspelare som spelar för Júbilo Iwata.
I juli 2007 blev han uttagen i japans trupp till Asiatiska mästerskapet i fotboll 2007.